# Mormia canlaonis
Mormia canlaonis és una espècie d'insecte dípter pertanyent a la família dels psicòdids.